# Hexatoma ferruginea
Hexatoma ferruginea är en tvåvingeart som först beskrevs av Edwards 1912.  Hexatoma ferruginea ingår i släktet Hexatoma och familjen småharkrankar.
Artens utbredningsområde är Seychellerna. Inga underarter finns listade i Catalogue of Life.